# نادي ألدرشوت تاون
نادي ألدرشوت تاون هو نادي كرة قدم بريطاني أٌسس عام 1992. يلعب النادي في الدوري الإنجليزي الدرجة الثانية.